# Pedro Carmona Úbeda
Pedro Carmona Úbeda (Arjonilla, Jaén, 1947) es un político español del Partido Socialista Obrero Español (PSOE). Ha sido alcalde de Arjonilla desde marzo de 1980 a mayo de 1995 y, posteriormente desde junio de 1999 a mayo de 2007. Entre marzo de 1980 a mayo de 1983 fue diputado provincial en la diputación de Jaén, cargo que volvió a ocupar desde junio de 1987 a mayo de 1995.

## Biografía
Es Licenciado en Historia por la Universidad de Granada.
En 1980 comienza siendo alcalde de Arjonilla, tras la dimisión de su padre Ildefonso Carmona, que fue el primer alcalde democrático de la localidad. En 1995 renuncia a la alcaldía para desempeñarse como delegado de la Consejería de Cultura de la Junta de Andalucía en Jaén. En 1999 vuelve a ser alcalde tras el cese de Miguel Zafra Expósito, cargo que ocupa hasta el año 2007.
Entre 1980 a 1983 y, posteriormente desde 1987 a 1995, fue Diputado provincial en Jaén.